# Edmund Hillary
Edmund Percival Hillary, KG, ONZ, KBE, född 20 juli 1919 i Auckland, död 11 januari 2008 i Auckland, var en nyzeeländsk bergsbestigare, främst känd för att han den 29 maj 1953, tillsammans med sherpan Tenzing Norgay, blev en av de båda första klättrare som man med säkerhet vet tagit sig till toppen av jordens högsta berg (mätt i m ö.h.) – Mount Everest. 
Bragden utfördes som en del av den nionde brittiska expeditionen till Mount Everest, ledd av sir John Hunt.

## Ungdom
Hillary föddes i Auckland men växte huvudsakligen upp i Tuakau söder om Auckland. Han gick på Auckland Grammar School. När han växte upp var han mindre än sina klasskamrater och väldigt blyg så han tog sin tillflykt till böcker och dagdrömde om ett liv fyllt av äventyr. Vid 16 års ålder blev han intresserad av klättring under en skolresa till Ruapehu. Han insåg att hans gängliga och illa koordinerade kropp var fysiskt stark och hade större uthållighet än flera av hans bergsklättrarvänner.

## Expeditioner

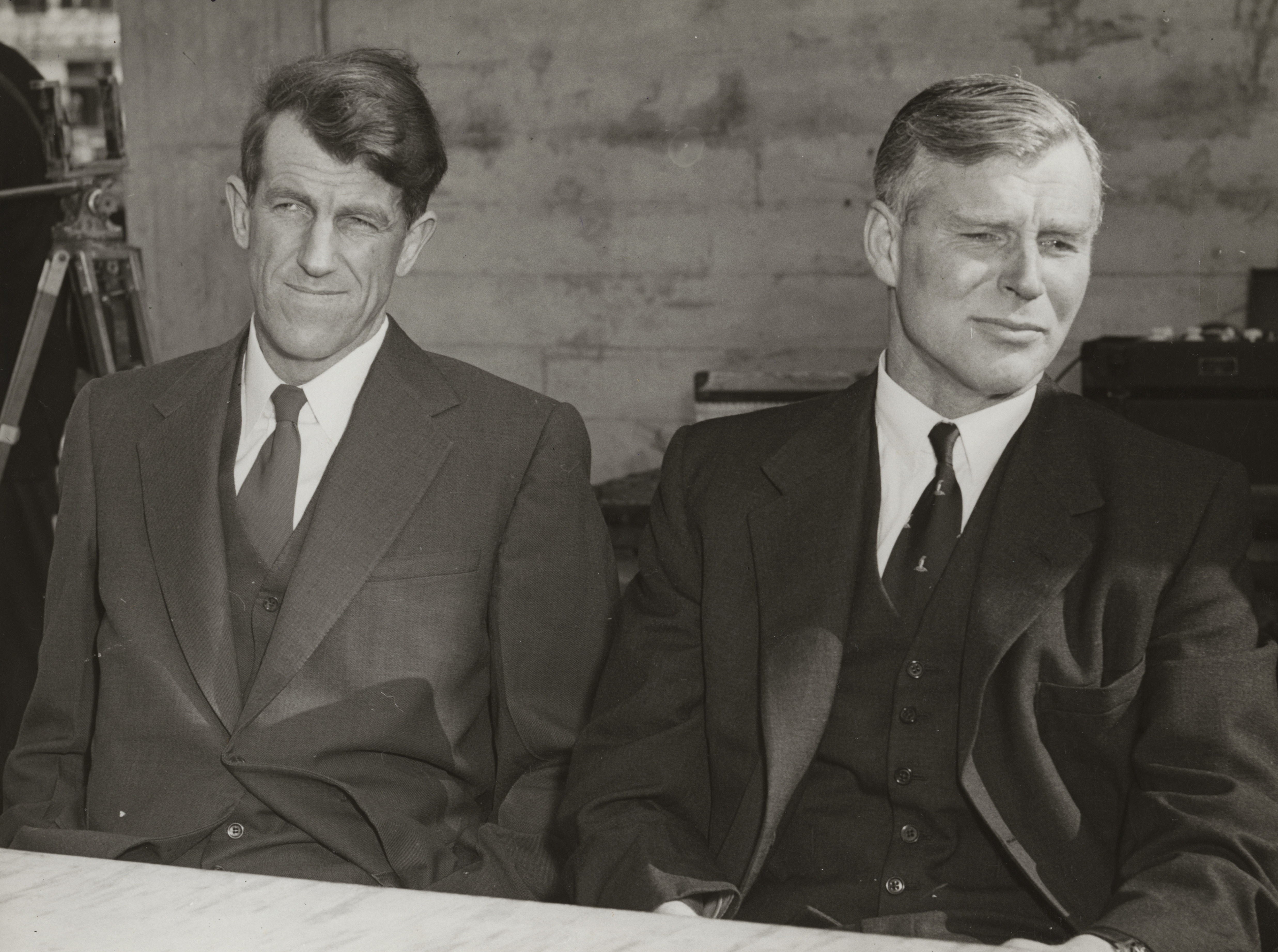
Hillary (till vänster) med Vivian Fuchs 1958 efter hemkomst från Samväldets transantarktiska expedition.

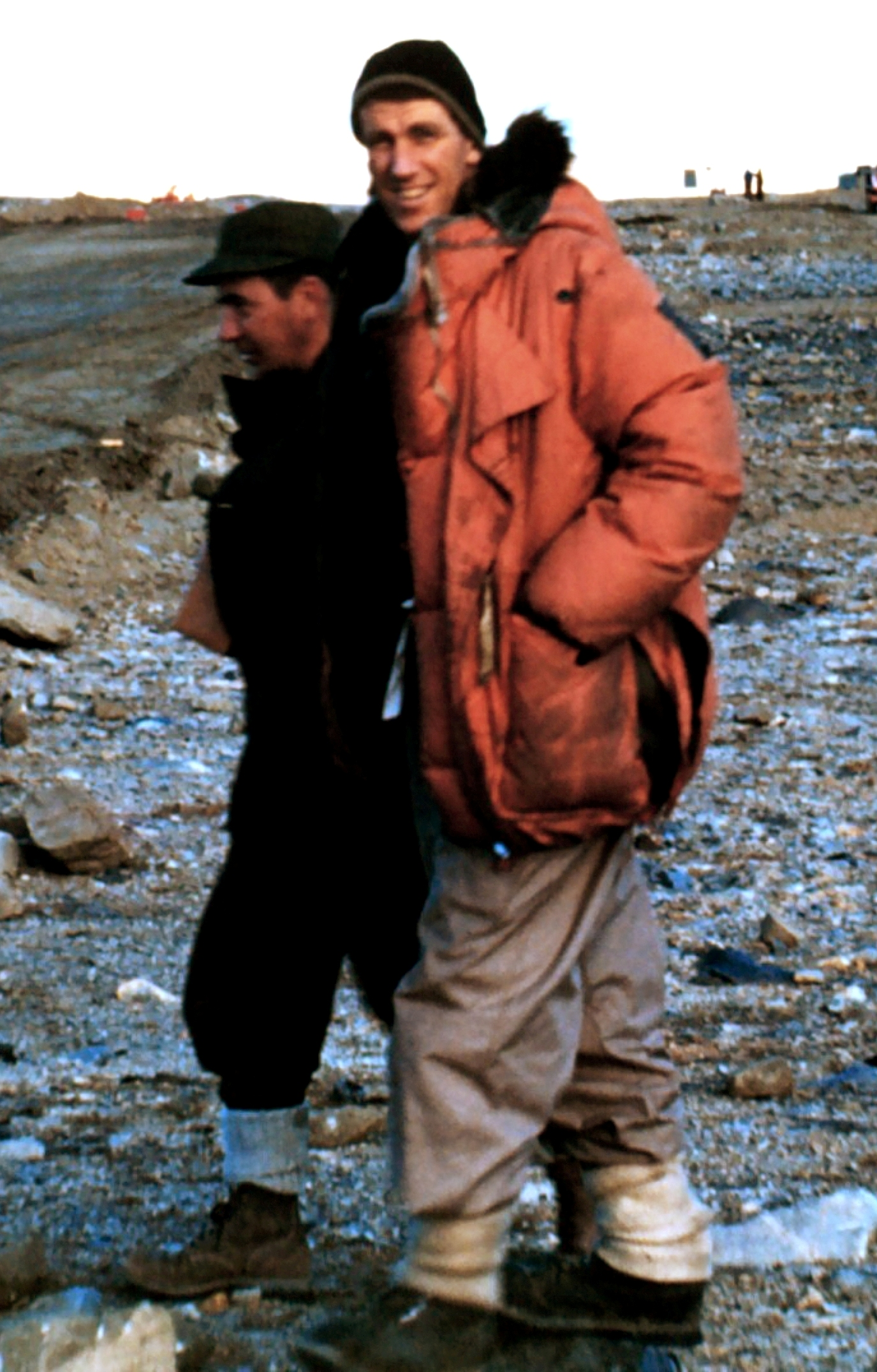
Edmund Hillary i Antarktis 1957

Under andra världskriget var han navigatör i Royal New Zealand Air Force. Han utgjorde en del av den brittiska spaningsexpeditionen till Everest 1951 ledd av Eric Shipton innan han var en del av det framgångsrika försöket 1953. Han besteg tio andra toppar i Himalaya under sina resor 1956, 1960–1961 och 1963–1965. Hillary nådde även Sydpolen den 4 januari 1958 som en del av Samväldets transantarktiska expedition, för vilken han ledde den nyzeeländska sektionen. Han ledde också en jetbåtsexpedition från mynningen av Ganges till dess källa 1977.
År 1979 skulle Hillary ha varit guide på den ödesdigra Air New Zealand Flight 901 men var tvungen att dra sig ur på grund av arbetsåtaganden annorstädes. Han ersattes av den nära vännen Peter Mulgrew som förolyckades med flygplanet.

## Erkännande
Hillary dubbades till riddare när han blev riddarkommendör (Knight Commander, motsvarande kommendör av första klass i Sverige) av Brittiska Imperieorden den 16 juli 1953. Han var också medlem av Order of New Zealand (1987) och den 23 april 1995 tilldelades han Storbritanniens främsta utmärkelse, Strumpebandsorden.

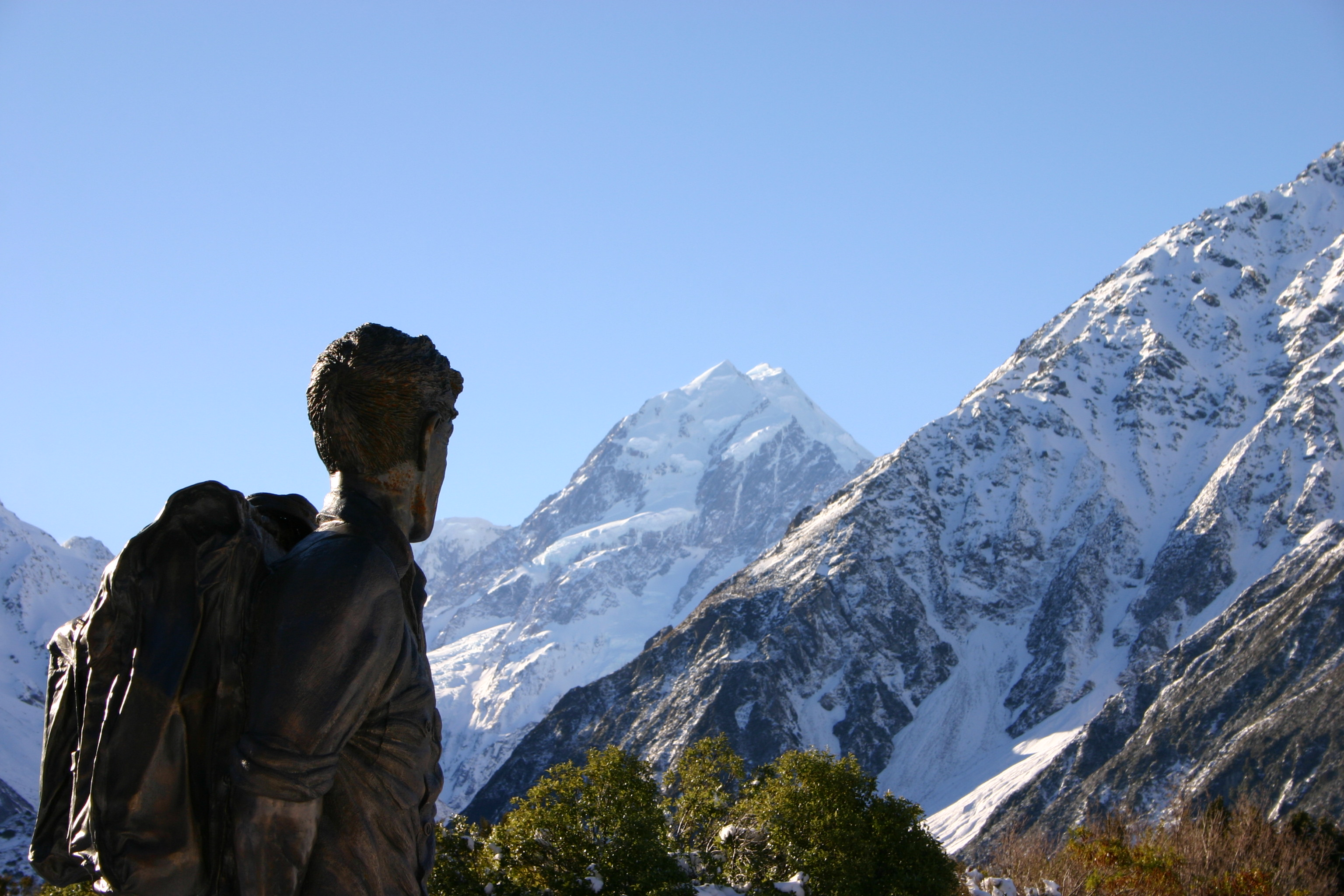
Staty av Edmund Hillary blickande mot Mount Cooks topp.

Han är den enda nyzeeländare som under sin livstid avbildats på en nyzeeländsk dollarsedel. Flera gator, skolor och organisationer runtom i Nya Zeeland och utomlands är uppkallade efter honom. Några exempel är Hillary College i Otara, Edmund Hillary Primary School i Papakura och Hillary Commission.
För att markera  50-årsjubileet av den första framgångsrika bestigningen av Everest utnämnde den nepalesiska regeringen sir Edmund till hedersmedborgare vid en jubileumsfest i Nepals huvudstad Katmandu. Han är den första utländska personen som fått en sådan utmärkelse.

## Annan verksamhet
Hillary började ägna sig åt biodling tillsammans med sin bror. Denna verksamhet ägnade han sig åt under somrarna medan han koncentrerade sig på klättring under vintrarna. Hans far var biodlare och Hillary blev sedermera professionell biodlare.

## Filantropi
Hillary ägnade mycket av sitt liv åt att hjälpa sherpas i Nepal genom Himalayan Trust som han grundade. Han lyckades bygga flera skolor och sjukhus i denna avlägsna del av Himalaya. Han ansåg att detta vara hans viktigaste prestation. Han var också hedersordförande i American Himalayan Foundation, en amerikansk allmännyttig stiftelse som hjälper till att förbättra ekologin och levnadsstandarden i Himalaya. Under 1980-talet var han Nya Zeelands höge kommissarie till Indien, där han flitigt efterfrågades som hedersgäst.
Hillary talade i slutet av sitt liv om sitt förakt för attityden som många moderna bergsbestigare har. Han kritiserade särskilt nyzeeländaren Mark Inglis och fyrtio andra klättrare som, i flera olika grupper, lämnade den brittiske klättraren David Sharp att dö i maj 2006. Hillary sade: ”Jag tycker att hela attityden mot att bestiga Mount Everest har blivit ganska skräckinjagande. Människorna vill bara komma upp på toppen, det är fel mot en man som lider av höghöjdsproblem och ligger under en sten, bara att lyfta på hatten, säga god morgon och fortsätta förbi.” Han berättade också för New Zealand Herald att han var skräckslagen över den känslokalla attityden bland dagens klättrare. ”De bryr sig inte ett dugg om någon annan som kan vara i fara och det imponerar mig inte alls att de lämnar någon under en sten för att dö.”

## Utmärkelser
Asteroiden 3130 Hillary är uppkallad efter honom.